# Kreuz Oldenburg-Ost
Kreuz Oldenburg-Ost is een knooppunt in de Duitse deelstaat Nedersaksen.
Op het klaverbladknooppunt ten oosten van de stad Oldenburg kruist de A29 Wilhelmshaven-Dreieck Ahlhorner Heide de A28 Dreieck Leer-Dreieck Stuhr.

## Geografie
Het knooppunt ligt in de stad Oldenburg. Nabijgelegen stadsdelen zijn Tweelbäke, Krusenbusch, Drielaker Moor en Neuenwege. Nabijgelegen steden en dorpen zijn Hude en Hatten. Het knooppunt ligt ongeveer 5 km ten zuidoosten van het centrum van Oldenburg, ongeveer 35 km ten westen van Bremen en ongeveer 45 km ten zuiden van Wilhelmshaven.

## Configuratie
Knooppunt
Het knooppunt is een klaverbladknooppunt met rangeerbanen voor beide snelwegen.
Rijstrook
Nabij het knooppunt hebben beide snelwegen 2x2 rijstroken.
Alle verbindingswegen hebben één rijstrook.

## Verkeersintensiteiten
Dagelijks passeren ongeveer 80.000 voertuigen het knooppunt.
| Van                            | Naar               | Gemiddeld aantal voertuigen per dag | Percentage vrachtverkeer |
| ------------------------------ | ------------------ | ----------------------------------- | ------------------------ |
| AS Oldenburg-Osternburg (A 28) | AK Oldenburg-Ost   | 48.400                              | 10,5 %                   |
| AK Oldenburg-Ost               | AS Hatten (A 28)   | 46.100                              | 11,6 %                   |
| AS Oldenburg-Hafen (A 29)      | AK Oldenburg-Ost   | 30.900                              | 11,0 %                   |
| AK Oldenburg-Ost               | AS Sandkrug (A 29) | 33.300                              | 11,3 %                   |

## Richtingen knooppunt
| Aansluitende wegen              | Aansluitende wegen | Aansluitende wegen                     | Aansluitende wegen | Aansluitende wegen               |
| ------------------------------- | ------------------ | -------------------------------------- | ------------------ | -------------------------------- |
| richting Oldenburg Leer / Emden |                    | richting Oldenburg-Hafen Wilhelmshaven |                    |                                  |
|                                 |                    |                                        |                    |                                  |
|                                 |                    |                                        |                    |                                  |
|                                 |                    |                                        |                    |                                  |
|                                 |                    | richting Sandkrug / Osnabrück          |                    | richting Hatten Bremen / Hamburg |